# Вітрильний спорт

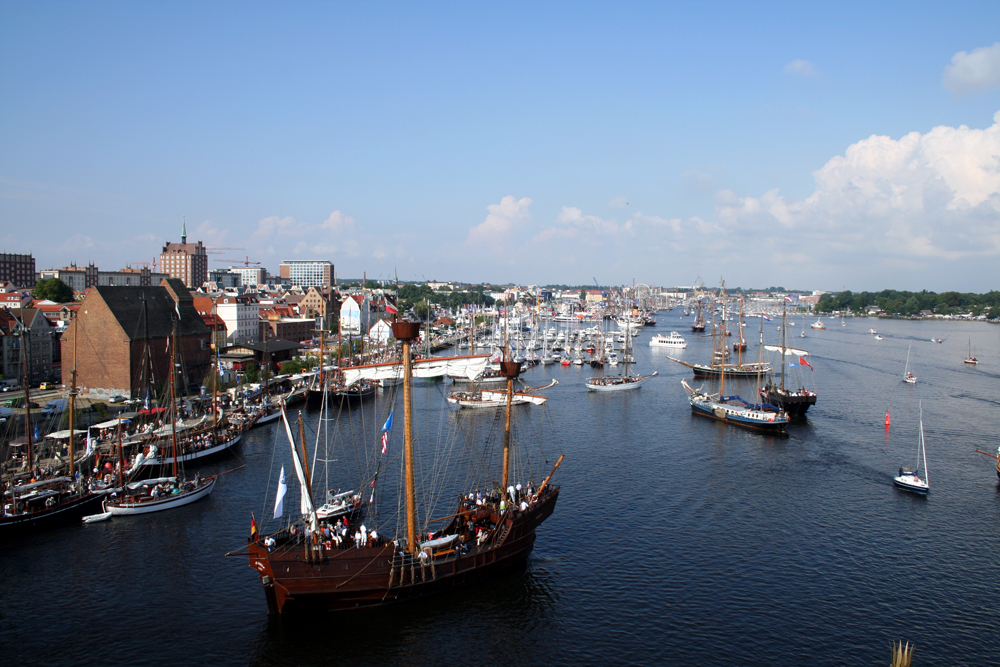
Hanse Sail, Росток

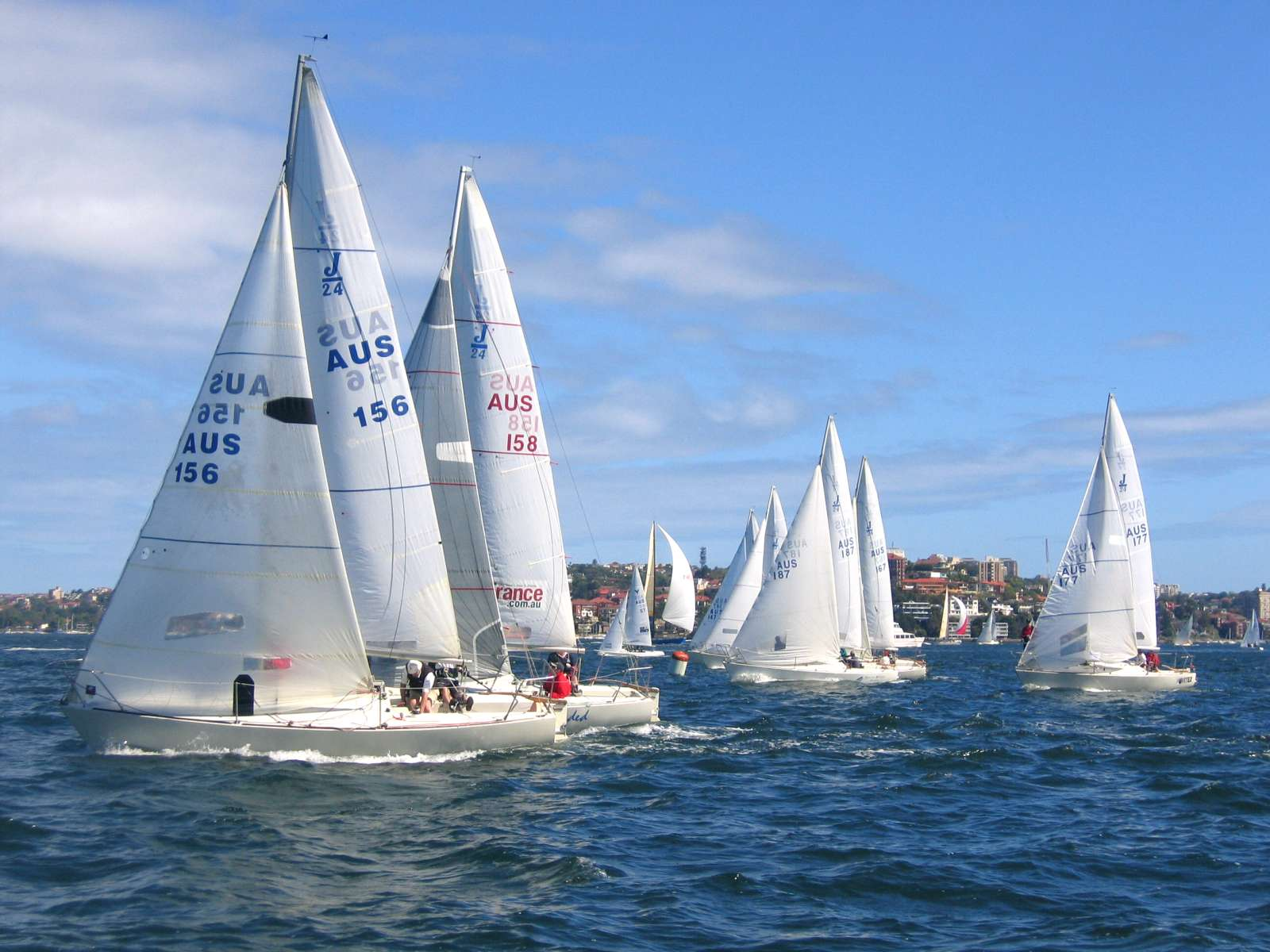
Регата — один з видів проведення змагань у вітрильному спорті

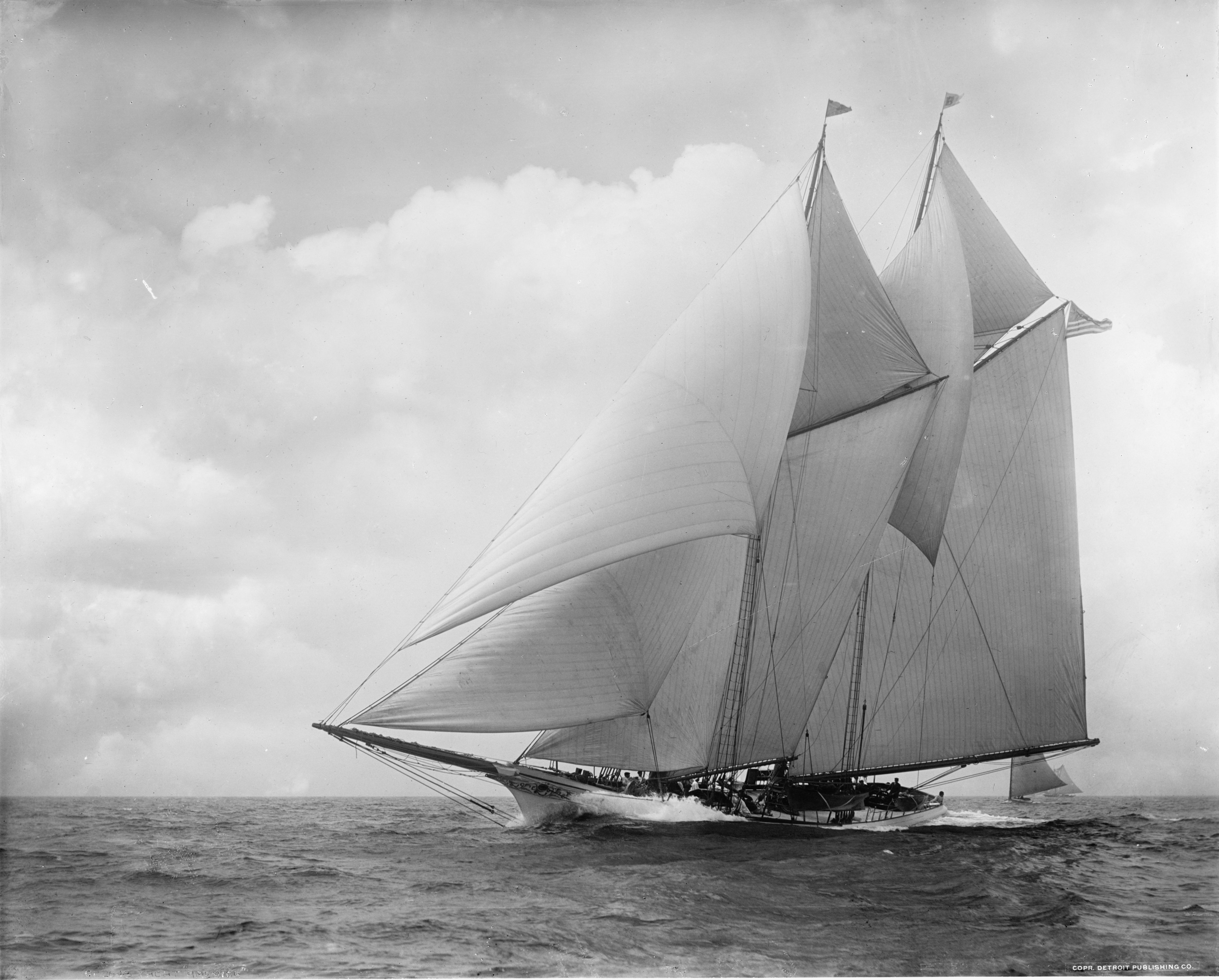
Яхта «Америка»

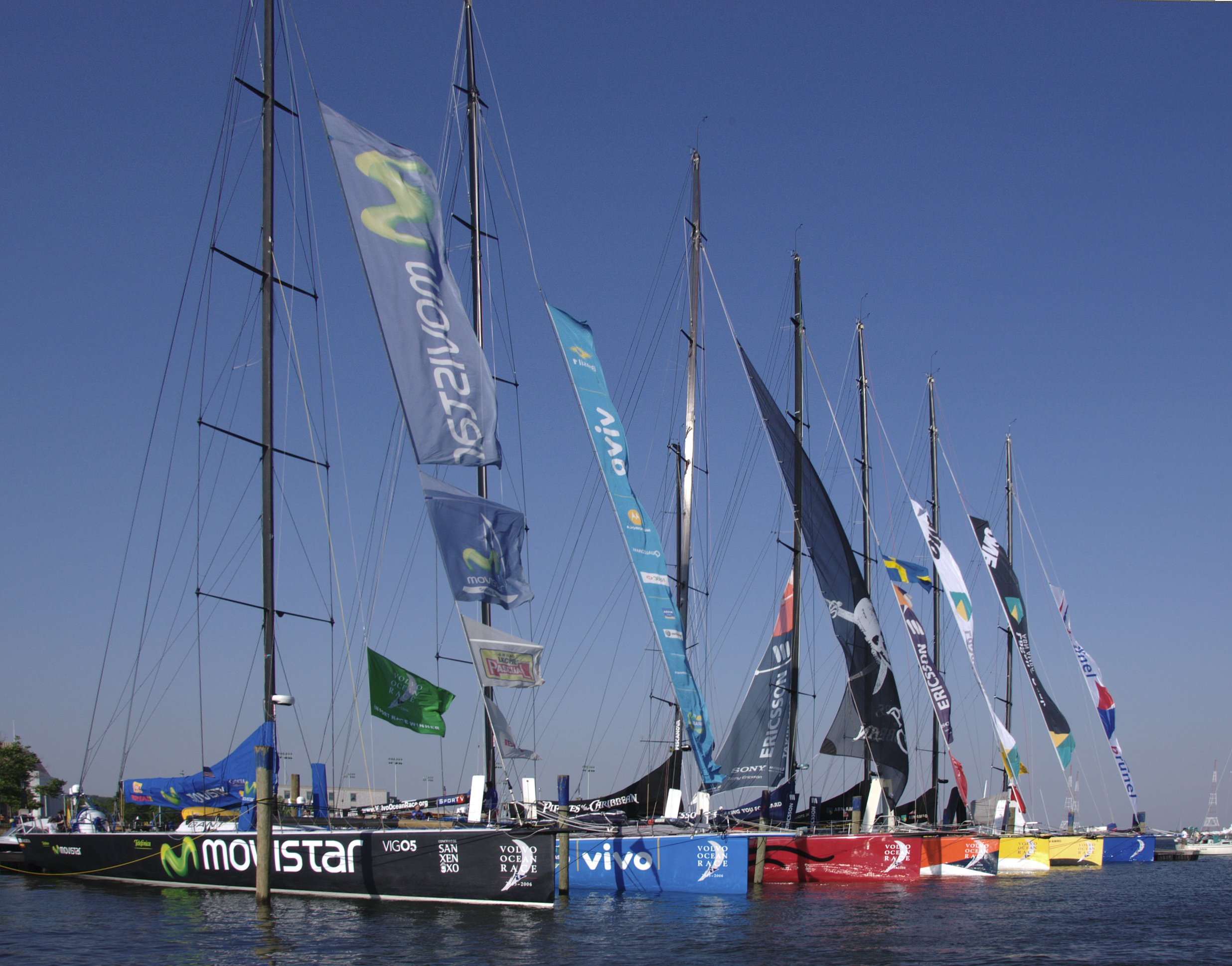
Яхти класу «Volvo Open 70» у навколосвітніх перегонах Volvo Ocean Race

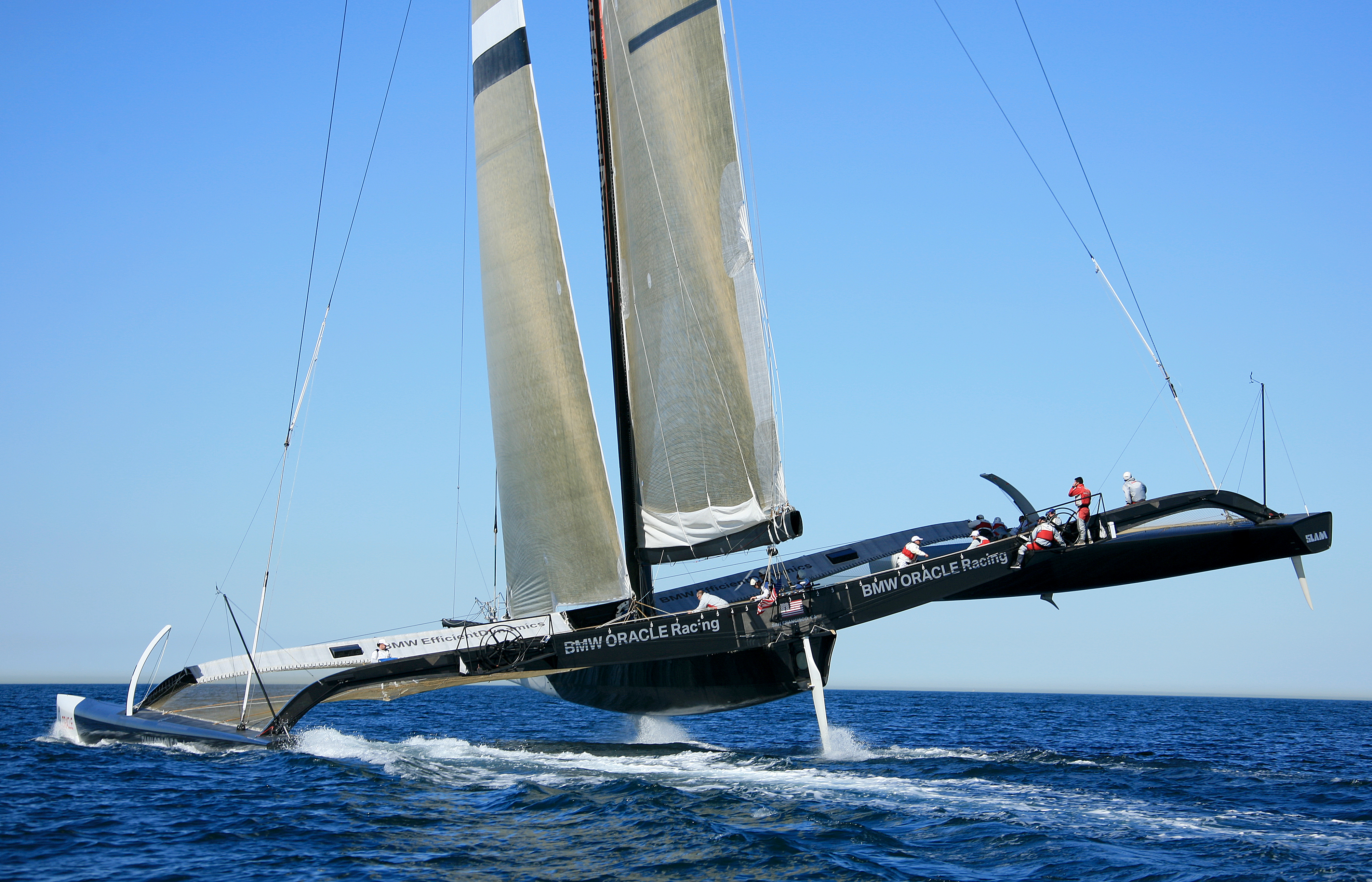
90-футовий гоночний тримаран USA-17

Вітрильний спорт — вид спорту, в якому спортсмени змагаються, використовуючи переважно човни та судна, спеціальні сани для снігу, а також колісні човни, що рухаються по твердій поверхні та приводяться в рух за допомогою вітрил.

## Історія
Вітрильний спорт виник у країнах, які славляться мореплавством, Англії та Нідерландах. Його зародження тісно пов'язане із професійним плаванням на невеликих вітрильних суднах, де перевага у швидкості дозволяла успішно конкурувати, наприклад, у рибальстві або лоцманській службі. Спортивний інтерес, що виник унаслідок поліпшення ходових якостей таких кораблів, а також проведення перегонів між ними спричинили появу спеціальних суден, призначених винятково для аматорського плавання, які почали називати яхтами. Ця назва походить від голландського слова jagie — так у Нідерландах у XVII столітті називали невеликі швидкохідні однощоглові судна.
За даними відомого в дореволюційній Росії яхтсмена Г. В. Еша, автора «Керівництва для аматорів вітрильного спорту» («1895»), народження вітрильного спорту можна датувати 1670 роком, коли в англійському місті Вулвічі відбулися перші у світі офіційні перегони між яхтою короля Карла ІІ і голландською шхуною. Відтоді змагання між окремими власниками яхт почали проводити спочатку в Англії, а потім і в інших країнах Західної Європи й Америці.

## Яхт-клуби
Перша організація яхтсменів — яхт-клуб — з'явилася в Англії 1720 року, коли в ірландському місті Корк заснували Водний клуб коркської гавані, який, щоправда, проіснував недовго. Свою сучасну назву спільноти яхтсменів одержали від організованого 1810 р. в англійському місті Коусе «Яхт-клубу».
У США перший яхт-клуб з'явився 1811 року в Нью-Йорку. 1832-го створили перший шведський яхт-клуб у Стокгольмі, 1835-го — в Берліні, 1838-го — гоночну спільноту в Гаврі. До кінця XIX століття в Європі налічували вже понад двохсот яхт-клубів.
1851 року відбулася перша офіційна зустріч яхтсменів Англії та США. Для цих перегонів американський суднобудівник Дж. Стірс створив нову яхту — шхуну із символічною назвою «Америка». У перегонах на «Кубок сотні гіней», які проводили навколо острова Вайт між 15 англійськими яхтами, «Америка» пройшла 50-мильну дистанцію за 10,5 години, значно випередивши своїх суперників. Кубок, який вивезли у США, 1857 року перейменували на «Кубок Америки», він став традиційним перехідним призом для учасників міжконтинентальних перегонів.

## Стандартні формати перегонів
- Короткі перегони Цей вид гонок найчастіше проходить по одному або декільком каналам трикутного курсу, позначеного рядом буїв. Курс починається з уявної лінії. Ряд попереджувальних сигналів повідомляє екіпажу, через скільки чекати до початку перегонів. Метою кожного екіпажу є перетнути початкову лінію на повній швидкості з моменту, як починається гонка.
- Прибережні/внутрішні  Прибережні гонки, на відміну від офшорних гонок через у відкритій воді, це гонки не у захищених водах, а вздовж або в межах видимості землі або від землі до прилеглих островів.
- Перегони у відкритому морі
- Океанічні

## Диципліни

###### Матчові перегони
У матчових перегонах лише два човни конкурують один з одним. Найбільш відомі змагання такого типу проходять на "Кубок Америки". Тактика гонок відрізняються від інших, тому що метою є прибуття до фінішу перед супротивником, що не означає "прийти найшвидшим". Тактика того, як розпочати гонку, теж дуже важлива.

##### Командні перегони
Командні перегони найчастіше між двома командами по три човни кожна. Техніка подібна до матчових перегонів, але враховує загальний показник перегонів. У командних гонках три на три це означає, що команда, яка набирає десять або менше балів — виграє. З цієї причини багато тактичних рішень приймаються для просування товаришів, задля утворення стабільних комбінації для перемоги. 

##### Плавання на швидкість
Управляється світовою радою вітрильного плавання.  

##### Катання на хвилях
Звичайне для вітрильного для спорту. 

##### Інше
Як віндсерфінг, так і кайтбординг експериментують з новими форматами.  

## Олімпійський вид спорту
Вітрильний спорт є олімпійським видом спорту. Від 1900 р. вітрильний спорт увійшов у програму олімпійських ігор, а 1907-го почав діяти Міжнародний союз вітрильних змагань (IYRU). Зі створенням цього Союзу з'явилася змога організовувати та проводити міжнародні зустрічі: вироблено міжнародну формулу обмірювання (так звану R-формулу, за якою і нині вимірюють 12-метрові яхти для змагань на «Кубок Америки»), а також єдині правила змагань, обов'язкові під час проведення міжнародних перегонів. Ці правила визнала більшість країн і для національних перегонів.

## Історія вітрильного спорту в Україні
На початку 20-х років минулого століття ентузіасти-аматори долучилися до відновлення вітрильного флоту України та яхт-клубів. Велику роль у відродженні відіграло загальне військове навчання населення. Молодь, яка поповнювала ряди радянського Військово-морського флоту, знайомилася з морською службою в яхт-клубах. Український вітрильний спорт отримав у спадок невелику кількість яхт, різних за розмірами, класами та типами устаткування. Оскільки бракувало суден одного класу, довелося пригадувати перегони з пересаджуванням стернових, які вперше відбулися на теренах Російської імперії 1903 року. Від кінця 20-х років минулого століття ці перегони стали основним видом змагань, їх проводили до 1950-х, що привабило до вітрильного спорту чимало молоді. Проте така одноманітність не стимулювала проектування та будівництво нових суден, знизився рівень морської культури та кваліфікації спортсменів, які звикли до перегонів на спокійній воді на невеличких дистанціях. Тому на зміну змаганням із пересаджуванням прийшли класові.
Створення в 1936 році Всесоюзної вітрильної секції дозволило об'єднати розрізнені яхт-клуби та вітрильні секції спортивних товариств. Розробили правила змагань, радянську класифікацію яхт, програму підготовки яхтових стернових.
Першу спробу провести перегони на першість СРСР здійснили 1924 року в Ленінграді на військово-морських шестивеслових яхтах. Проте, попри гостинне запрошення, у змаганнях узяли участь тільки місцеві яхтсмени та моряки Балтійського флоту.

Уперше спортсмени з різних міст зустрілися 1928 року на І Всесоюзній спартакіаді. На жаль, жоден представник України не здобув тоді медалей. Змагання на першість СРСР почали проводити від 1936 року. Після війни виробництво яхт в Україні було продовжено в Севастополі, Одесі, Миколаєві. Вітчизняна вітрильна школа виховала відмінних спортсменів: І. Матвєєва, С. Зіміна, Р. Алексєєва, К. Олександрова, Ю. Хитуна, Н. Мяснікова й інших. Українському, а водночас і радянському, вітрильному спорту було тісно в рамках всесоюзної першості. Проте на міжнародну арену вони потрапили лише 1952 року. Збірна Радянського Союзу дебютувала на XV Олімпіаді в Гельсінкі, проте відсутність досвіду міжнародних зустрічей, недостатня обізнаність на яхтах олімпійського класу, недосконалість системи підготовки далися взнаки — команда провалила змагання. Ця поразка змусила вітчизняних яхтсменів діяти, й на Олімпіаді 1960 року в Римі радянські гонщики вибороли золоті медалі в класі «Зоряний», срібну — в класі «Фінн» і посіли шосту сходинку в класі «Летючий голландець».
| |  |  |
| Монета "Вітрильний спорт" присвячена проведенню у Сіднеї (Австралія) XXVII літніх Олімпійських ігор 2000 року. |  |  |

Після цього радянська збірна, в якій найбільше було українців, прорвалася до еліти світового вітрильного спорту. На XIX Іграх засяяло ім'я гордості вітрильного спорту — Валентина Манкіна, який виборов «золото» в класі Фінн, а на XX Іграх вже в класі Темппест, а три учасники ввійшли до десятки найсильніших. Дві срібні медалі, дві четвертих й одна п'ята сходинка — підсумок виступів наших яхтсменів на XXI Олімпіаді. Блиснув дворазовий олімпійський чемпіон Валентин Манкін і на регаті Олімпійських ігор 1980 року в Таллінні, де здобув «золото» в класі «Зоряний». За ці роки українці у складі збірної Радянського Союзу вибороли не один десяток золотих і срібних медалей на Олімпіадах, чемпіонатах світу та Європи.
Після здобуття Україною незалежності в ній засяяли імена Олени Пахольчик і Руслани Таран, які на швертботі класу 470 вибороли «срібло» на чемпіонаті світу, а 1996 року Ігор Матвієнко із Євгеном Браславцем в цьому самому класі стали олімпійськими чемпіонами. На Олімпійських іграх 2004 року срібло у класі 49er завоювали Лука Родіон і Георгій Леончук.

## Критерії

##### Гендерні критерії
Більшість вітрильних заходів — це "відкриті" події, в яких чоловіки та жінки змагаються разом на рівних умовах як окремі особи або як частина команди. З 1970 -х років у вітрильному спорті проводилися лише чемпіонати світу для жінок, щоб заохотити їх участь. На Олімпіаду 2016 вперше було додано змішану стать.

##### Додаткові критерії
Крім того, для подій іноді застосовуються наступні критерії:
- Вік
- Національність
- Класифікація за інвалідністю
- Класифікація моряка